# Беретник
Бере́тник (Creurgops) — рід горобцеподібних птахів родини саякових (Thraupidae). Представники цього роду мешкають в Андах.

## Види
Виділяють два види:
- Беретник рудочеревий (Creurgops verticalis)
- Беретник сірочеревий (Creurgops dentatus)